# Heiko Meyer
Heiko Meyer (Dresda, 2 dicembre 1976) è un tuffatore tedesco. Ai Giochi olimpici di Sydney 2000, in coppia con Jan Hempel, vinse la medaglia di bronzo dalla piattaforma 10m sincro.

## Palmarès
- Giochi Olimpici

Sydney 2000: bronzo nel sincro 10 m.
- Europei di nuoto

Siviglia 1997: bronzo nella piattaforma 10 m.
Istanbul 1999: oro nel sincro 10 m e argento nella piattaforma 10 m.
Helsinki 2000: argento nella piattaforma 10 m.
Madrid 2004: argento nel sincro 10 m.
Berlino 2002: oro nella piattaforma 10 m.
Budapest 2006: argento nella piattaforma 10 m e nel sincro 10 m.